# The Prey of the Dragon
The Prey of the Dragon er en britisk stumfilm fra 1921 af Floyd Martin Thornton.

## Medvirkende
- Harvey Braban som Robin Wentworth
- Gladys Jennings som Sybil Dehan
- Hal Martin som Jim Curtis
- Victor McLaglen som Brett 'Dragon' Mercer